# Ю Нам Гю
Ю Нам Гю (кор. 유남규?, 劉南圭?, р.4 июня 1968) — южнокорейский игрок в настольный теннис, олимпийский чемпион 1988 года, чемпион мира и Азии.

## Биография
Родился в 1968 году. В 1987 году стал бронзовым призёром чемпионата мира. В 1988 году стал чемпионом Олимпийских игр в Сеуле и чемпионом Азии. В 1989 году стал чемпионом мира, в 1990 — чемпионом Азии. В 1992 году завоевал бронзовую медаль Олимпийских игр в Барселоне, в 1993 — серебряную и бронзовую медали чемпионата мира. В 1995 году опять стал бронзовым призёром чемпионата мира. В 1996 году завоевал бронзовую медаль Олимпийских игр в Атланте. В 1997 году вновь стал бронзовым призёром чемпионата мира. В 1998 году стал серебряным призёром чемпионата Азии.